# Wawrzyniec z Canterbury
Wawrzyniec z Canterbury, Święty Laurencjusz (ur. w VI wieku, zm. 2 lutego 619) – mnich, arcybiskup Canterbury od 605, święty Kościoła katolickiego i anglikańskiego.
Wawrzyniec na Wyspy Brytyjskie przybył w 597 roku wraz z Augustynem, pierwszym arcybiskupem Canterbury. Później został wysłany do papieża Grzegorza I Wielkiego, by poinformować o sukcesie misji.
Po śmierci Augustyna został arcybiskupem Canterbury (604 lub 605).
W czasie, gdy Wawrzyniec był arcybiskupem Canterbury, zmarł Ethelbert I, król Kentu, a jego syn i następca Eadbald powrócił do pogańskiej religii przodków. W efekcie wielu chrześcijańskich misjonarzy opuściło Wyspy Brytyjskie i udało się do Galii. Wawrzyniec zdecydował się pozostać w swojej diecezji i doprowadził do nawrócenia Eadbalda.
Św. Wawrzyniec zmarł 2 lutego 619 roku. Został pochowany w kościele św. Piotra i Pawła w Carterbury, u boku św. Augustyna.
Jego relikwie zostały przeniesione do kaplicy w kościele pw. św. Augustyna
w 1091 roku.
Jego wspomnienie liturgiczne w Kościele katolickim obchodzone jest 2 lutego, w Anglii święto obchodzone jest 3 lutego.